# Ostřice skalní
Ostřice skalní (Carex rupestris) je druh jednoděložné rostliny z čeledi šáchorovité (Cyperaceae).

## Popis
Jedná se o drobnou rostlinu, dosahuje výšky pouze 4-20 cm. Je vytrvalá a vytváří polštářovité trsy. Lodyha je trojhranná, nahoře je trochu drsná. Listy jsou střídavé, přisedlé, s listovými pochvami. Čepele listu jsou pouze 1-3 mm široké, zpravidla žlábkovité, jejich špička brzy zasychá. Pochvy bazálních listů jsou červenohnědé, lesklé a na okraji se rozpadají v síťovitá vlákna. Ostřice skalní patří mezi jednoklasé ostřice, to znamená, že na vrcholu lodyhy je pouze 1 klásek, cca 0,8-2 cm dlouhý. Je to rostlina jednodomá, v horní části klásku se nacházejí samčí květy (nejčastěji 10-20), v dolní samičí, kterých je nejčastěji 3-15. Okvětí chybí. V samčích květech jsou zpravidla 3 tyčinky. Čnělky jsou většinou 3, jen vzácně 2. Plodem je mošnička, která je asi 2,5-4 mm dlouhá, na vrcholu zakončená krátkým zobánkem. Každá mošnička je podepřená plevou, která je hnědá až rezavě hnědá se světlejším středním žebrem a úzkým bělomázdřitým (hyalinním) okrajem. Plevy vytrvávají i po vypadnutí mošniček. Kvete nejčastěji v červnu až v červenci. Počet chromozómů: 2n=50 nebo 2n=52.

## Rozšíření
Jedná se o severský a horský druh s cirkumpolárním rozšířením. Roste v severní Evropě, např. Skandinávii, v severním Skotsku, jižněji v Evropě jen v horách, jako jsou Pyreneje, Alpy, Karpaty, sudetská pohoří, Kavkaz. Dále roste na Sibiři a na Dálném východě a některých asijských horách, jako je např. Ural aj. Areál druhu přesahuje i do Severní Ameriky, kde se vyskytuje nejvíce v Kanadě a na Aljašce a ve Skalnatých horách v USA. Kromě toho ji najdeme i v Grónsku, na Islandě a na Špicberkách. Mapka rozšíření viz zde: .

## Rozšíření v Česku
Je to velmi vzácný a kriticky ohrožený (kategorie C1) druh flóry ČR. Roste velmi vzácně nad hranicí lesa v subalpínském stupni Krkonoš a Hrubého Jeseníku (zde pouze na dvou místech na Červené hoře). Obývá skalní terásky na spíše vápnitém podkladu. Vápnitý podklad je v českých a moravských horách vzácností, převládají zpravidla kyselé substráty.